# Гаврилов, Илья Гаврилович
Илья Гаврилович Гаврилов (1900—1977) — советский капитан дальнего плавания, капитан теплохода «Вильнюс», Герой Социалистического Труда.

## Биография
Родился 2 августа 1900 года в деревне Систа-Палкино ныне Ломоносовского района Ленинградской области в семье крестьянина-рыбака. Русский.
В 1920 году окончил Петроградский техникум водных путей сообщения. После техникума заведовал группой парусных судов Мортранса, работал матросом, боцманом, помощником капитана на судах «Совторгфлота». В 1932 году назначен капитаном теплохода «Феликс Дзержинский».
В начале Великой Отечественной войны теплоход «Выборг», под руководством Гаврилова, доставлял важные грузы на Балтике. В июле 1941 года Гаврилов был направлен на Дальний Восток — работал капитаном на теплоходе «Волга» и пароходе «Трансбалт», который был потоплен 13 июня 1945 года в Японском море в 45 милях северо-западнее пролива Лаперуза американской подводной лодкой. Девяносто четыре человека вместе с капитаном Гавриловым спаслись на шлюпках и оказались в Японии. Благодаря дисциплине экипажа, настойчивости капитана, усилиям правительства СССР — все моряки вернулись на родину буквально накануне войны с Японией.
После окончания военных действий на Дальнем Востоке Гаврилов вернулся в Ленинград и был назначен капитаном теплохода «Вильнюс», которым командовал более 17 лет.
В августе 1962 года И. Г. Гаврилов по состоянию здоровья был освобождён от должности капитана судна и стал работать капитаном-наставником Балтийского морского пароходства. Воспитал целую плеяду известных капитанов, таких как Герои Социалистического труда Г. Н. Клепиков и Г. Н. Чистов.
В 1974 году Гаврилов вышел на пенсию. Жил в городе Ленинграде. Умер в феврале 1977 года. Похоронен на Большеохтинском кладбище.
В 1954 г. избирался депутатом Верховного Совета СССР.

## Звания и награды
- Указом Президиума Верховного Совета СССР от 21 июня 1957 года за выдающиеся производственные достижения, развитие науки и техники и большой вклад, внесённый в освоение и внедрение новых прогрессивных методов труда на предприятиях промышленности, транспорта и стройках города Ленинграда, Гаврилову Илье Гавриловичу присвоено звание Героя Социалистического Труда с вручением ордена Ленина и золотой медали «Серп и Молот».
- Награждён тремя орденами Ленина, орденом Красного Знамени, а также медалями.

## Память
- Именем Гаврилова был назван построенный в 1982 году в ГДР контейнеровоз «Капитан Гаврилов» (ныне MSC Iris, плавает под флагом Панамы).
- В Личных архивных фондах в государственных хранилищах России находятся документы, связанные с И. Г. Гавриловым[3].